# Millevaches
Millevaches is een gemeente in het Franse departement Corrèze (regio Nouvelle-Aquitaine) en telt 90 inwoners (2009). De plaats maakt deel uit van het arrondissement Ussel.
De naam van de plaats betekent in het Frans "duizend koeien". Het gehucht in 1048 werd door de burggraaf van Aubusson afgestaan aan de abdij van Uzerche. Het plaatsje werd in het cartularium van deze abdij in 1145 en 1146 genoemd onder de gelatiniseerde naam  Millevacas.

## Geografie
De oppervlakte van Millevaches bedraagt 10,9 km², de bevolkingsdichtheid is dus 8,3 inwoners per km².
De onderstaande kaart toont de ligging van Millevaches met de belangrijkste infrastructuur en aangrenzende gemeenten.

## Demografie
Onderstaande figuur toont het verloop van het inwonertal (bron: INSEE-tellingen).